# Senden (Bavière)
Pour les articles homonymes, voir Senden.
Senden est une ville de Bavière (Allemagne), située dans l'arrondissement de Neu-Ulm, dans le district de Souabe.